# Jacqueline Dulac
Jacqueline Rosine Adrienne Dulac (Vichy, 27 ottobre 1934) è una cantante francese.
Attiva dal 1963, ha pubblicato da allora 37 album. Autrice delle musiche di diverse sue canzoni, ha composto anche colonne sonore per il cinema. In Italia è apparsa in una puntata del 1968 dello sceneggiato Le inchieste del commissario Maigret, interpretando la canzone Venise sous la neige.